# Nephtys quatrefagesi
Nephtys quatrefagesi är en ringmaskart som först beskrevs av Johan Gustaf Hjalmar Kinberg 1866.  Nephtys quatrefagesi ingår i släktet Nephtys och familjen Nephtyidae. Inga underarter finns listade i Catalogue of Life.